# Aenictus clavitibia
Aenictus clavitibia é uma espécie de formiga do gênero Aenictus.